# Malacoctenus
Malacoctenus (лат.) — род морских лучепёрых рыб семейства лабрисомовых. Этимология: malakos (греческое) — мягкий и kteis, ktenos (греческое) — гребешок. Длина тела от 3,5 (Malacoctenus carrowi) до 13 (Malacoctenus gigas) см. Встречаются в Тихом и Атлантическом океанах от тропических до субтропических вод. Живут на глубинах от 0 до 40 м. Демерсальные рыбы, часто живущие на коралловых рифах. Они безвредны для человека, объектами промысла не являются.

## Классификация
На июнь 2024 в состав рода включают 25 видов:
1. Malacoctenus africanus Cadenat, 1951
2. Malacoctenus aurolineatus Smith, 1957
3. Malacoctenus boehlkei Springer, 1959
4. Malacoctenus brunoi Guimarães, Nunan & Gasparini, 2010
5. Malacoctenus carrowi Wirtz, 2014
6. Malacoctenus costaricanus Springer, 1959
7. Malacoctenus delalandii (Valenciennes, 1836)
8. Malacoctenus ebisui Springer, 1959
9. Malacoctenus erdmani Smith, 1957
10. Malacoctenus gigas Springer, 1959
11. Malacoctenus gilli (Steindachner, 1867)
12. Malacoctenus hubbsi Springer, 1959
13. Malacoctenus lianae Carvalho-Filho, Almeida, Britto, Dias & Lima, 2020
14. Malacoctenus macropus (Poey, 1868)
15. Malacoctenus margaritae (Fowler, 1944)
16. Malacoctenus mexicanus Springer, 1959
17. Malacoctenus polyporosus Springer, 1959
18. Malacoctenus sudensis Springer, 1959
19. Malacoctenus tetranemus (Cope, 1877)
20. Malacoctenus triangulatus Springer, 1959
21. Malacoctenus versicolor (Poey, 1876)
22. Malacoctenus zacae Springer, 1959
23. Malacoctenus zaluari Carvalho-Filho, Gasparini & Sazima, 2020
24. Malacoctenus zonifer (Jordan & Gilbert, 1882)
25. Malacoctenus zonogaster Heller & Snodgrass, 1903